# Bartitsu

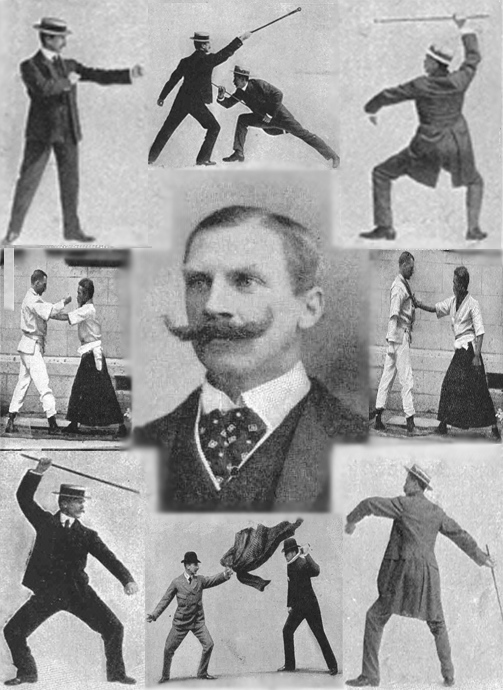
Un fotomontaggio di tecniche di autodifesa del bartitsu, con al centro il ritratto di Edward William Barton-Wright

Il bartitsu è un'arte marziale ibrida eclettica ed un metodo di autodifesa, sviluppato originariamente in Inghilterra, ideato da Edward William Barton-Wright, durante gli anni 1898–1902.
Nel 1903 venne citata (con il nome di baritsu) da Sir Arthur Conan Doyle, autore dei racconti polizieschi di Sherlock Holmes. Caduto poi in disuso per la maggior parte del XX secolo, il bartitsu ha conosciuto una rinascita negli anni 2000.

## Storia

### I viaggi di Wright in Giappone e l'ideazione
Nel 1898, Edward William Barton-Wright, un ingegnere britannico che aveva trascorso i tre anni precedenti vivendo nell'Impero del Giappone, ritornò in Inghilterra e annunciò la creazione di «una nuova arte di autodifesa»; quest'arte, egli sosteneva, combinava i migliori elementi di una gamma di stili di combattimento in un tutto unificato, che aveva chiamato bartitsu: la parola era una combinazione del suo cognome e di jujitsu, e Barton-Wright affermava che ciò significava "autodifesa in tutte le sue forme".
Come spiegato in dettaglio in una serie di articoli che Barton-Wright scrisse per il Pearson's Magazine tra il 1899 ed il 1901, il bartitsu era tratto in gran parte dalla scuola Shinden Fudo del koryū ("classico") jujutsu e dal Kōdōkan judo, entrambi studiati da Barton quando questi risiedeva in Giappone. Quando si affermò a Londra, l'arte s'espanse per incorporare tecniche di combattimento delle scuole di Jūjutsu Tenjin Shinyō, Fusen e Daito, come anche il pugilato britannico, lo schwingen svizzero, la savate francese e la scherma col bastone, una disciplina sviluppata dal francese Pierre Vigny; il bartitsu comprendeva anche un sistema completo di allenamento di cultura fisica.
Nel 1902, Barton-Wright scrisse:
Al fine di assicurare per quanto possibile l'immunità contro le ferite in attacchi codardi o zuffe, devono capire il pugilato per apprezzare completamente il pericolo e la rapidità di un colpo ben diretto, e le particolari parti del corpo che erano attaccate scientificamente. Lo stesso, naturalmente, valeva per l'uso del piede o del bastone.
Il judo ed il jujitsu non erano pensati come mezzi primari di attacco o di difesa contro un pugile o un uomo che vi prende a calci, ma dovevano essere usati solo dopo essere giunti a distanza ravvicinata, e per arrivare a distanza ravvicinata era assolutamente necessario capire il pugilato e l'uso del piede.»

### La nascita delBartitsu Club
Tra il 1899 ed il 1902, Barton-Wright prese a pubblicizzare la sua arte attraverso articoli per riviste, interviste e una serie di dimostrazioni o «assalti d'armi» in varie zone pubbliche a Londra. Fondò una scuola chiamata Accademia del Bartitsu di armi e cultura fisica (Bartitsu Academy of Arms and Physical Culture), nota informalmente come Bartitsu Club e ubicata al n. 67b di Shaftesbury Avenue, a Soho. In un articolo per il Sandow's Magazine of Physical Culture (vol. 6, gennaio 1901), la giornalista Mary Nugent descrisse il Bartitsu Club come «[...] un'enorme sala sotterranea, muri di piastrelle bianche tutte scintillanti e luce elettrica, con "campioni" che vi si aggirano come tigri».
Attraverso la corrispondenza con il professor Kanō Jigorō, il fondatore del Kodokan Judo, e altri contatti in Giappone, Barton-Wright prese accordi affinché i praticanti giapponesi di jujitsu K. Tani, S. Yamamoto e il diciannovenne Yukio Tani venissero a Londra e fungessero da istruttori presso il Bartitsu Club. K. Tani e Yamamoto ritornarono presto in Giappone, ma Yukio Tani rimase e fu in breve raggiunto da un altro giovane jujitsuka, Sadakazu Uyenishi. Il maestro d'armi svizzero Pierre Vigny e il lottatore Armand Cherpillod furono anch'essi impiegati come insegnanti presso il Club; oltre a insegnare ai londinesi benestanti, avevano il compito di esibirsi in dimostrazioni e di disputare incontri di sfida contro lottatori che rappresentavano altri stili di combattimento. Inoltre, il Club divenne il quartier generale di un gruppo di antiquari della scherma guidati dal capitano Alfred Hutton e funse come loro base per sperimentare le tecniche della scherma tradizionale, insegnate ai membri più importanti del teatro londinese per essere impiegate nei combattimenti di scena. A metà del 1901, le discipline del bartitsu si ampliarono ulteriormente, includendo esercizi di respirazione sotto l'insegnamento della signorina Emil Behnke. Oltre alla palestra per il combattimento, il Bartitsu Club comprendeva un salone ben attrezzato, equipaggiato con un'ampia gamma di macchine per l'elettroterapia.
Il Club era organizzato sul modello del circolo sportivo vittoriano: gli aspiranti membri presentavano le loro domande di ammissione a un comitato, che in un determinato momento incluse sia il capitano Alfred Hutton, il primo a promuovere la riscoperta della scherma tradizionale in Inghilterra, sia il colonnello George Malcolm Fox, già Ispettore generale del Corpo di addestramento dell'Esercito britannico; il Bartitsu Club annoverava tra i suoi membri anche Sir Cosmo Duff-Gordon, che divenuto in seguito famoso come uno dei pochi maschi adulti sopravvissuti all'affondamento del RMS Titanic, e il capitano F.C. Laing del 12º Fanteria bengalese, che scrisse in seguito un articolo sulle tecniche di lotta con il bastone del bartitsu, pubblicato sul «Journal of the United Service Institution of India»; altri membri del Club erano i capitani Ernest George Stenson Cooke e Frank Herbert Whittow, entrambi membri della Scuola d'Armi della Brigata Fucilieri di Londra, sotto la direzione del capitano Hutton, e William Henry Grenfell, primo barone di Desborough, campione di scherma e uomo politico.
Barton-Wright in seguito riferì d'avere sfidato e sconfitto, in questo periodo, sette uomini più possenti nel giro di tre minuti come parte di una dimostrazione di bartitsu tenuta a St. James's Hall; affermò che questa impresa gli era valsa un'adesione al prestigioso ed esclusivo Bath Club, e anche un invito reale per comparire dinanzi a Edoardo, principe di Galles. Sfortunatamente, Barton-Wright subì poi una ferita alla mano, a causa o di una zuffa in un viottolo di campagna del Kent o di un incidente di bicicletta, che gl'impedì di comparire dinanzi al Principe.

### La scarsa diffusione e il declino
Malgrado il suo entusiasmo, Barton-Wright non riuscì a promuovere efficacemente la nuova disciplina, e la fama dei suoi soci e del loro jujitsu oscurò rapidamente quella del bartitsu. Verso il 1903, il Bartitsu Club chiuse le porte per l'ultima volta; l'ex membro del Club Percy Longhurst suggerì in seguito l'ipotesi che le quote di iscrizione e di insegnamento fossero state troppo alte.
La maggior parte degli ex dipendenti di Barton-Wright, compresi i jujitsuka Yukio Tani e Sadakazu Uyenishi e l'esperto svizzero di autodifesa Pierre Vigny, fondarono le proprie palestre di discipline d'autodifesa e di combattimento a Londra. Dopo aver rotto con Barton-Wright, presumibilmente a causa di una lite e di una zuffa, Tani continuò anche il proprio lavoro come lottatore professionista di music-hall sotto la scaltra gestione di William Bankier, artista che si esibiva in dimostrazioni di forza e editore di riviste che aveva assunto il nome d'arte di Apollo. Gli sforzi promozionali di Bankier contribuirono a innescare una moda internazionale per il jujitsu, che comprendeva la pubblicazione di numerosi libri articoli di riviste, oltre alla fondazione di scuole di jujitsu in tutto il mondo occidentale; questa moda durò fino all'inizio della prima guerra mondiale e servì a introdurre il jujitsu nella cultura popolare occidentale. Barton-Wright ha continuato a sviluppare e insegnare la sua arte marziale almeno fino agli anni Venti del Novecento, ma essa non tornò mai più in auge.

### Il rinnovato interesse negli anni 2000
Nel 2001, il sito web Electronic Journals of Martial Arts and Sciences (EJMAS) cominciò a ripubblicare molti degli articoli per riviste di Barton-Wright che erano stati scoperti negli archivi della British Library dallo storico Richard Bowen. Quasi immediatamente gli articoli sull'Autodifesa con un bastone da passeggio (Self Defence with a Walking Stick) attrassero un piccolo seguito d'interessati e le illustrazioni furono riprodotte, spesso con didascalie umoristiche o altre modifiche, su numerosi altri siti.
Nel 2002, fu creata un'associazione internazionale di entusiasti del bartitsu, conosciuta come la Bartitsu Society, per fare ricerche e poi per far rinascere la "Nuova arte di autodifesa" di E.W. Barton-Wright. 
Circoli e gruppi di appassionati di bartitsu sul modello della Bartitsu Society sono stati creati in varie nazioni. In Italia, è attivo il Bartitsu Club Italia, fondato da Paolo Paparella, Ran Arthur Braun e Angelica A. Pedatella in collaborazione con Tony Wolf.

## Contenuti e presupposti
Barton-Wright sintetizzò i principi del bartitsu nel modo seguente:
1. Disturbare l'equilibrio del vostro assalitore;
2. Sorprenderlo prima che abbia il tempo di riprendere il suo equilibrio e di usare la sua forza;
3. Se necessario, sottoporre le articolazioni di una qualsiasi parte del suo corpo, sia collo, spalla, gomito, polso, schiena, ginocchio, caviglia, ecc. a tensioni a cui siano anatomicamente e meccanicamente incapaci di resistere.

Non è tuttavia chiaro se Barton-Wright abbia mai messo a punto un corso di studi formale per il bartitsu come metodo di autodifesa. Egli incoraggiava i membri del Bartitsu Club a studiare ciascuno dei quattro principali stili di combattimento corpo a corpo - ricavati dalla boxe, savate, ju-jitsu e canne de combat - insegnati al Club, ciascuno dei quali corrispondeva, in senso generale, ad una diversa "gamma" di combattimento individuale. Lo scopo era di padroneggiare ogni stile abbastanza bene da poterlo usare contro gli altri, se necessario. Questo processo era simile al concetto moderno di "allenamento incrociato" (cross-training).
Basandosi sugli scritti di Barton-Wright su questo tema, i ricercatori contemporanei ritengono che il bartitsu ponesse maggiore enfasi sul sistema di lotta con il bastone da passeggio adottato da Pierre Vigny alla distanza per colpire e sul jujitsu (e, secondariamente, sullo stile generale della lotta libera europea) alla distanza per afferrare. I metodi della savate e del pugilato erano usati per il passaggio tra queste due distanze, o come mezzo di prima risposta se chi si difendeva non era armato con un bastone da passeggio. Anche questi sport erano praticati così che gli studenti di bartitsu potessero imparare a difendersi contro di essi attraverso l'uso del jujitsu e della lotta col bastone di Vigny. Si dice che Barton-Wright abbia modificato le tecniche sia del pugilato che della savate a fini di autodifesa, distinti dall'allenamento accademico o ginnico o dalla competizione sportiva.
Secondo l'intervistatrice Mary Nugent, Barton-Wright istituì un insolito sistema pedagogico, mediante il quale agli studenti si richiedeva anzitutto di frequentare sessioni private di allenamento prima di permettere loro di unirsi alle lezioni di gruppo. È evidente che le lezioni di bartitsu includevano esercizi predefiniti, da usare specialmente per provare quelle tecniche che erano troppo pericolose per essere eseguite a piena velocità o a pieno contatto, oltre che negli incontri di allenamento libero e di scherma.
Molte tecniche di autodifesa e sequenze di allenamento del bartitsu furono registrate dallo stesso Barton-Wright nella sua serie di articoli per il Pearson's Magazine. I dettagli specifici di altre esercitazioni di allenamento nella lotta col bastone del furono pubblicati in un articolo della rivista scritto dal capitano del British Indian Army F.C. Laing.

## Caratteristiche ed influenza
Il bartitsu fu la prima arte marziale ad aver deliberatamente combinato stili di lotta asiatici ed europei allo scopo di affrontare i problemi dell'autodifesa nel contesto civile e nell'ambiente urbano, esulando dall'utilizzo di armi, nel senso convenzionale del termine. In questo, Barton-Wright anticipò l'approccio del Jeet Kune Do di Bruce Lee di oltre settant'anni. Una filosofia simile di eclettismo pragmatico fu adottata da altri specialisti europei di autodifesa degli inizi del XX secolo, inclusi Percy Longhurst, William Garrud e Jean Joseph-Renaud, che avevano tutti studiato con ex istruttori del Bartitsu Club.
E.W. Barton-Wright è ricordato anche come un promotore pionieristico delle gare di arti marziali miste o AMM, nelle quali esperti di diversi stili di lotta competono in base a regole comuni. I campioni di Barton-Wright, compresi Yukio Tani, Sadakazu Uyenishi e il lottatore svizzero di schwingen Armand Cherpillod, godettero di notevole successo in queste gare, che anticiparono di cento anni il fenomeno delle AMM degli anni novanta del XX secolo.
Il Bartitsu Club fu tra le prime scuole del suo tipo in Europa ad offrire lezioni specializzate di autodifesa femminile, una pratica adottata dopo la chiusura del Club da parte di studentesse di Yukio Tani e Sadakazu Uyenishi, fra le quali Edith Margaret Garrud ed Emily Watts. La signorina Garrud fondò il proprio dojo (scuola) di jujitsu a Londra ed insegnò l'arte anche ai membri del movimento militante delle suffragette, creando un'iniziale associazione tra l'allenamento all'autodifesa e la filosofia politica del femminismo.
Esperienze simili furono quelle di Bill Underwood e William E. Fairbairn che, incaricati di sviluppare sistemi di combattimento ravvicinato ad uso delle truppe alleate durante la seconda guerra mondiale, misero ugualmente a punto sistemi di combattimento corpo a corpo di tipo pratico ed interculturale, che porterà alla formazione di Combato. Underwood aveva effettivamente studiato il jujitsu con Yukio Tani ed un altro jujitsuka, Taro Miyake, a Londra durante il primo decennio del XX secolo. I sistemi fondati da Underwood, Fairbairn e dai loro contemporanei divennero la base per la maggior parte dell'addestramento al combattimento ravvicinato delle forze armate e della polizia in tutto il mondo occidentale durante il XX secolo.

## La "Bartitsu Society"
La Bartitsu Society divide le ricerche sul bartitsu in due campi collegati, quelli del bartitsu tradizionale e del neo-bartitsu, ovvero interpretazioni moderne, personalizzate, tratte specialmente dai manuali di allenamento prodotti da ex istruttori del Bartitsu Club e dai loro studenti fra il 1905 e i primi anni 1920. Accanto a questo filone principale, la ricerca ha sviluppato interessi collaterali per fenomeni sociali quali le bande di strada a cavallo fra il XIX ed il XX secolo, l'addestramento marziale del movimento delle suffragette, e lo studio delle arti marziali come parte della storia sociale vittoriana ed edoardiana. La Bartitsu Society comunica attraverso un gruppo email fondato dall'autore Will Thomas e singoli membri offrono occasionalmente seminari pratici delle tecniche di lotta del bartitsu.
Nell'agosto 2005, la Society pubblicò un libro, The Bartitsu Compendium ("Il compendio del bartitsu"), curato da Tony Wolf. Il Compendium illustra in dettaglio la storia completa di quest'arte marziale nonché un corso tecnico di studio del bartitsu canonico. Il secondo volume, pubblicato nell'agosto 2008, comprendeva risorse per il neo-bartitsu tratte sia dagli scritti dello stesso Barton-Wright che dal corpus dei manuali di autodifesa prodotti dai suoi colleghi e dai loro studenti, compresi Yukio Tani, William Garrud, H.G. Lang, Jean Joseph-Renaud e R.G. Allanson-Winn.
Nel settembre 2006, un membro della Bartitsu Society, Kirk Lawson, mise in commercio un DVD intitolato Bartitsu - the Martial Art of Sherlock Holmes ("Bartitsu - L'arte marziale di Sherlock Holmes"), che è una presentazione delle tecniche del bartitsu secondo la dimostrazione fatta al Cumann Bhata Western Martial Arts Seminar nella primavera 2006. In'ottobre, la Bartitsu Society lanciò il sito Bartitsu.org, che include informazioni sulla storia, la teoria e la pratica dell'arte marziale di Barton-Wright. Nel luglio 2008, Kirk Lawson, il già citato membro della Bartitsu Society, annunciò ufficialmente il primo corso attivo di addestramento al bartitsu/neo-bartitsu presso il suo club, il Cumann Bhata Dayton. Nell'agosto 2009 la Bartitsu Society annunciò la realizzazione di un documentario integrale su E.W. Barton-Wright e le sue arti di autodifesa, pubblicato verso la fine di quello stesso anno.

## Il "Bartitsu" nella letteratura

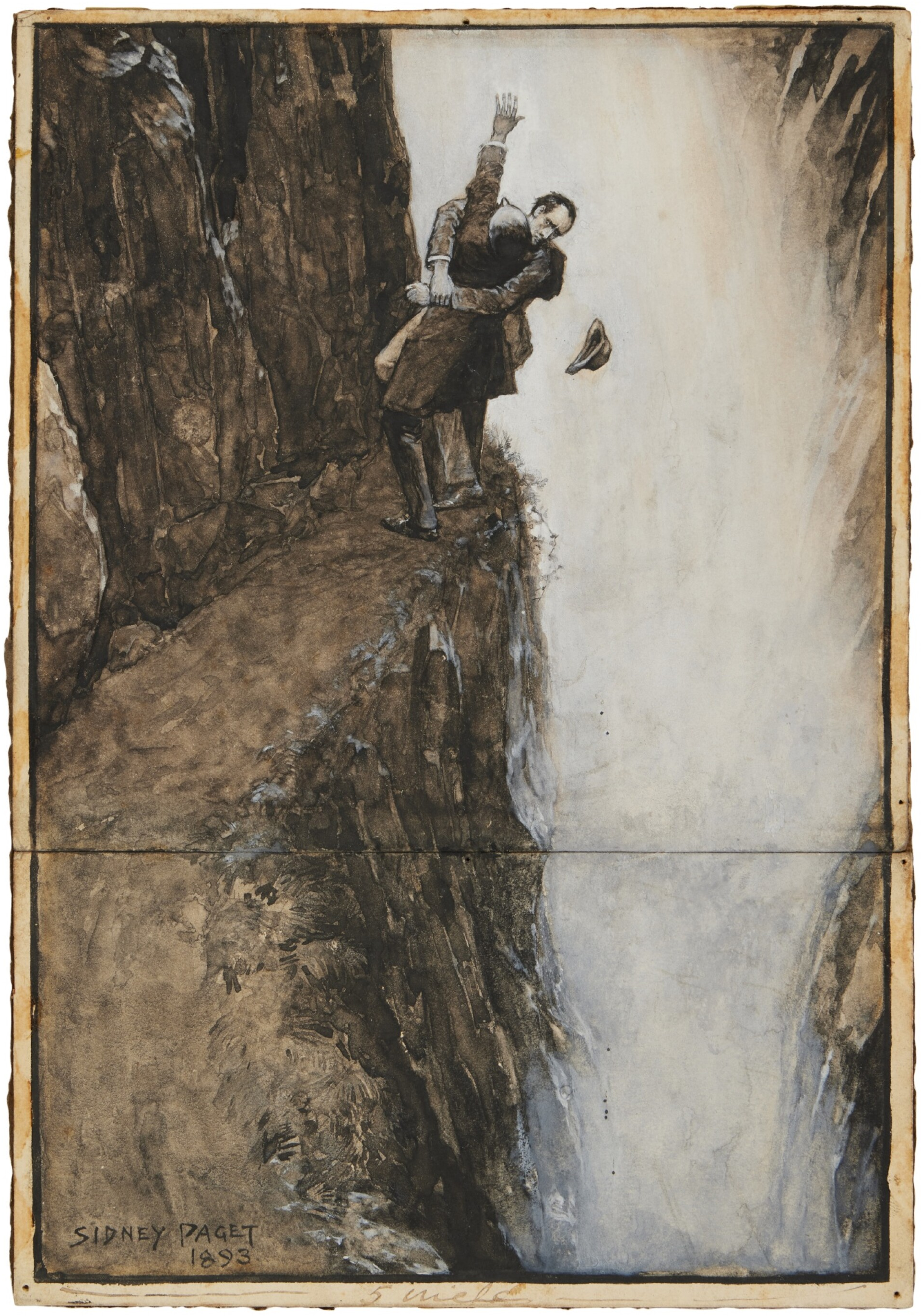
Sherlock Holmes e Moriarty combattono ne L'ultima avventura

Il bartitsu sarebbe potuto essere completamente dimenticato se non fosse stato per una casuale menzione da parte di Sir Arthur Conan Doyle in uno dei suoi racconti polizieschi di Sherlock Holmes. Verso gli anni 1890, Conan Doyle si era stancato di narrare le avventure di Sherlock Holmes. Lo aveva in effetti definitivamente eliminato nel suo racconto del 1893, L'ultima avventura, in cui Holmes apparentemente moriva precipitando da una cascata durante una lotta con il suo arcinemico, il professor Moriarty.
Tuttavia, talmente clamorosa era la richiesta del pubblico per il ritorno dell'immaginario detective, che Conan Doyle alla fine capitolò e resuscitò Holmes nella storia L'avventura della casa vuota, nel 1903. Così lo stesso Holmes spiegò la sua apparentemente miracolosa sopravvivenza:
In realtà, il "baritsu" non esisteva al di fuori delle pagine delle edizioni inglesi de L'avventura della casa vuota. È possibile che Conan Doyle, il quale, come E.W. Barton-Wright, stava scrivendo per il Pearson's Magazine alla fine degli anni 1890, avesse vagamente sentito parlare del bartitsu e che abbia semplicemente ricordato o capito male il termine; potrebbe anche essere stato un errore tipografico o una preoccupazione per il diritto d'autore. Si dovrebbe inoltre notare che il servizio di un giornale su una dimostrazione di bartitsu a Londra, pubblicato nel 1900, aveva ugualmente scritto male il nome in baritsu.
Questa confusione di nomi persisté per gran parte del XX secolo, con gli entusiasti di Holmes che si interrogavano sull'identità del baritsu. Fu solo negli anni 1990 che studiosi come Y. Hirayama, J. Hall, Richard Bowen e James Webb furono in grado di identificare con certezza l'arte marziale di Sherlock Holmes.

## Nella cultura di massa
- Il "bartitsu" di Conan Doyle ebbe una vita propria durante lo scorso XX secolo, e fu debitamente annotato che eroi immaginari come Doc Savage e l'Uomo Ombra erano stati iniziati ai suoi misteri; per questi ultimi due personaggi, si stabilì che conoscevano il baritsu in un incrocio narrativo (crossover) della DC Comics che fu poi ripreso nel film del 1937 The Shadow Strikes. Il baritsu fu incorporato anche nelle regole di parecchi giochi di ruolo ambientati durante le ere vittoriana ed edoardiana.[22]

- Con riferimento diretto alla descrizione fatta da Conan Doyle di Sherlock Holmes come esperto di "bartitsu", l'arte marziale viene utilizzata nel film del 2009 Sherlock Holmes, con Robert Downey Jr. nel ruolo del leggendario detective.
- Nell'albo San Francisco del fumetto Tex Angelo, aiutante nella palestra di Lefty Potrero dall'aria distinta e apparentemente innocua, viene presentato come uno specialista di savate, che ha perfezionato aggiungendo tecniche di lotta personali. Tuttavia, durante l'irruzione in un locale della malavita, Angelo dà sfoggio delle sue abilità mettendo fuori combattimento un avversario con due colpi del suo bastone da passeggio, il che fa pensare che sia in realtà un esperto di bartitsu.
- Nel film The Librarian 3 - La maledizione del calice di Giuda il protagonista Flynn Carsen dopo averne fatta menzione, ne mette in atto alcune tecniche.
- Nell'anime Kengan Ashura è usata da Mokichi Robinson, uno dei partecipanti al "Torneo Kengan" (Ep.10 - "Sorella") e discendente dell'ideatore di tale tecnica.